# Quad9
Quad9 este un rezolvitor DNS recursiv public global care își propune să protejeze utilizatorii de programele malware și phishing. Quad9 este operat de Fundația Quad9, o organizație non-profit cu sediul în  Zürich, Elveția, care are ca scop îmbunătățirea confidențialității și securității cibernetice a utilizatorilor de internet. Quad9 se supune legislației elvețiene privind confidențialitatea, iar guvernul elvețian extinde această protecție a legii la utilizatorii Quad9 din întreaga lume, indiferent de cetățenie sau de țara de reședință.

## Securitate și confidențialitate
Mai multe evaluări independente au arătat că Quad9 este extrem de eficient (aproximativ 97%) în blocarea domeniilor asociate cu malware și phishing. În iunie 2021, Quad9 a raportat blocarea a peste 100 de milioane de infecții malware și atacuri de phishing pe zi. Filtrarea malware-ului prin Quad9 este o opțiune selectabilă de către utilizatori. Domeniile care sunt filtrate nu sunt stabilite direct de Quad9, ci sunt furnizate de o varietate de analiști independenți de informații despre amenințări, utilizând metodologii diferite. Quad9 utilizează un sistem de evaluare a reputației pentru a agrega aceste surse și elimină domeniile „fals pozitive” din lista de filtre, dar nu adaugă direct domenii în lista de filtre.
Quad9 a fost printre primele servicii care au utilizat criptografia puternică pentru a proteja confidențialitatea interogărilor DNS ale utilizatorilor și a fost, de asemenea, unul dintre primele servicii care au implementat validarea criptografică DNSSEC⁠(d) pentru a proteja utilizatorii de deturnarea numelui de domeniu. Quad9 protejează confidențialitatea utilizatorilor prin faptul că nu reține sau prelucrează adresele IP ale acestora, conformându-se astfel Regulamentului General pentru Protecția Datelor (GDPR).

## Locații
În august 2021, Quad9 funcționa din grupuri de servere în 224 de locații pe șase continente și în 106 țări.

## Cazul juridic cu Sony Music
La 18 iunie 2021, Quad9 a fost notificată cu privire la un ordin judecătoresc emis de Tribunalul Districtual din Hamburg, prin care Sony Music a cerut Quad9 să blocheze rezoluția DNS a unui nume de domeniu utilizat de un site web care nu conținea materiale ce încălcau drepturile de autor, dar care conținea linkuri către alte site-uri ce le încalcă. Acesta a fost primul caz în care industria deținătoare de drepturi de autor a încercat să oblige un operator DNS recursiv să blocheze accesul la nume de domenii de internet, stabilind un precedent, potențial cu consecințe semnificative. Directorul general al Quad9, John Todd, a fost citat în presă afirmând: „Donatorii noștri ne sprijină pentru a proteja publicul de amenințările cibernetice, nu pentru a îmbogăți Sony” și a avertizat că, dacă acest precedent se confirmă, ar putea duce la acțiuni similare împotriva altor părți terțe neimplicate, cum ar fi programele antivirus, browserele web, sistemele de operare și firewall-urile. Expertul juridic Thomas Rickert de la asociația germană de internet, eco⁠(d), a comentat că „nu-mi pot imagina un furnizor care să fie mai puțin responsabil pentru domeniile ilegale decât un operator de rezolvitor DNS public.” Quad9 a anunțat imediat că va contesta interdicția și, pe 24 iunie, a confirmat că a angajat un avocat german pentru a depune o obiecție la interdicție.
La 31 august 2021, Quad9 a depus o obiecție la ordinul de încetare, invocând o serie de deficiențe în argumentele juridice prezentate de Sony, bazându-se în principal pe faptul că furnizorii de servicii de internet (ISP-uri), care au relații de afaceri cu părțile care încalcă legea, sunt scutiți de răspunderea față de terți, chiar dacă operează, de asemenea, rezolvitoare recursive DNS. Quad9 a argumentat că este o interpretare greșită a legii să excludă rezolvitoarele recursive independente de această scutire.
Pe 5 decembrie 2023, procesul a fost respins, iar Sony a fost obligată să plătească costurile litigiului. Deși instanța a pronunțat verdictul ca fiind definitiv, fără posibilitate de apel, Sony poate face apel la închiderea apelului printr-o plângere împotriva refuzului de acordare a permisiunii de apel, urmată de un apel la cauza în sine la Curtea Federală Germană.

## Serviciu
Quad9 operează servere de nume recursive pentru uz public la cele douăsprezece adrese IP enumerate mai jos. Aceste adrese sunt direcționate către cel mai apropiat server operațional utilizând rutarea Anycast⁠(d). Quad9 acceptă DNS over TLS prin portul 853, DNS over HTTPS prin portul 443, și DNSCrypt⁠(d) prin portul 8443.